# Giuseppe Salvioli
Giuseppe Salvioli (Modena, 13 settembre 1857 – Napoli, 24 novembre 1928) è stato un giurista e storico del diritto italiano.

## Biografia
Nato a Modena nel 1857, ancora studente di giurisprudenza nell'Università di Modena, ove si laureò nel 1878, Giuseppe Salvioli manifestò ben presto interessi anche nel campo letterario, filologico e storico .

Dopo la laurea si trasferì a Roma, collaborò con vari periodici, ed ebbe l'incarico dal direttore dell'Ufficio statistico del Ministero dell'Agricoltura, Luigi Bodio, di condurre una ricerca sulla storia dei prezzi in Italia.
Il suo interesse per gli studi storico-giuridici si consolidò per l'influenza di Francesco Schupfer e per la conoscenza, che ebbe quando era corrispondente a Berlino per le riviste Rassegna e Tribuna, del grande storico e classicista tedesco Mommsen.
Nel 1883 Salvioli ottenne l'incarico di insegnare storia del diritto all'Università di Camerino e, l'anno successivo, vinse la cattedra per la stessa disciplina nell'Ateneo palermitano. In quegli anni, quando veniva formandosi il Partito Socialista Italiano, conobbe e frequentò  alcuni tra i maggiori esponenti del primo socialismo quali Labriola e Turati, e il repubblicano Colajanni, maturò i motivi ispiratori dei suoi studi e pubblicò articoli sulla condizione della classe operaia.
Nel 1903 fu chiamato all'Università di Napoli, ove insegnò per venticinque anni storia del diritto italiano e filosofia del diritto.
Contrario alla partecipazione italiana nel primo conflitto mondiale, nel 1922 Salvioli divenne preside della Facoltà di giurisprudenza e nel 1925 firmò il Manifesto degli intellettuali antifascisti, redatto da Benedetto Croce.
Morì nel 1928, a settantuno anni, mentre presiedeva una seduta di esami nell'Università partenopea.

## Opere
- I titoli al portatore nel diritto longobardo, studiati in rapporto alla cessione, al mandato e alla rappresentanza, (Roma, Tipografia Artero e C., 1882
- I titoli al portatore nella storia del diritto italiano, Bologna, Zanichelli, 1883
- L'assicurazione e il cambio marittimo nella storia del diritto italiano, Bologna, Zanichelli, 1884.
- Le giurisdizioni speciali nella storia del diritto italiano, Modena, P. Toschi e C (poi G.T. Vincenzi e nipoti), 1884-1889. Comprende:

1. La giurisdizione patrimoniale e la giurisdizione delle chiese in Italia prima del Mille, 1884.
2. Storia delle immunità delle signorie e giustizie delle chiese in Italia, 1889.
- Manuale di storia del diritto italiano. Dalle invasioni germaniche ai nostri giorni, Roma, Unione Tipografico-Editrice, 1890.
- Storia della procedura civile e criminale, parte di Storia del diritto italiano, diretta da Pasquale del Giudice, Milano, Hoepli, 1925.
- Il capitalismo antico: storia dell'economia romana, Bari, Laterza, 1929. Nuova ed. Laterza, 1985. ISBN 88-420-2534-8.